# Пшата (река)
46° 05′ N 14° 38′ E / 46.083° С; 14.633° И
Пшата је река у Словенији, десна притока Камнишке Бистрице дужине 28,4 km са површином слива од 139 km². Извире на јужном крају Камнишко-Савињских Алпа. Прима више притока од који је највећа лева притока Туњшчица (14 km). У Камнишку Бистрицу се улива северозападно од Домжала.